# Hönsholmen, Lovisa
Hönsholmen är en ö i Finland. Den ligger i Finska viken och i kommunen Lovisa i den ekonomiska regionen  Lovisa i landskapet Nyland, i den södra delen av landet. Ön ligger omkring 67 kilometer öster om Helsingfors.
Öns area är 1 hektar och dess största längd är 140 meter i sydväst-nordöstlig riktning.